# ニーコ・ケース
ニーコ・ケース（Neko Case、1970年9月8日 - ）は、アメリカ合衆国バージニア州アレクサンドリア出身のシンガーソングライターである。カナダのバンド、The New Pornographersの元メンバーとしても知られる。
これまでに6作のアルバムをリリース。中でも2009年発売の『Middle Cyclone』は全米チャートで初登場3位となり、第52回グラミー賞では「最優秀コンテンポラリー・フォーク・アルバム」「最優秀レコーディング・パッケージ」の2部門にノミネートした。最新作は2013年の『The Worse Things Get, the Harder I Fight, the Harder I Fight, the More I Love You』で、同作は第56回グラミー賞において「最優秀オルタナティブ・ミュージック・アルバム」にノミネートした。

## ディスコグラフィ

### スタジオ・アルバム
- The Virginia (1997年、Neko Case and Her Boyfriends名義での作品)
- Furnace Room Lullaby (2000年、Neko Case and Her Boyfriends名義での作品)
- Blacklisted (2002年)
- Fox Confessor Brings the Flood (2006年)
- Middle Cyclone (2009年)
- The Worse Things Get, the Harder I Fight, the Harder I Fight, the More I Love You (2013年)

### EP
- Canadian Amp (2001年)

### ライブ・アルバム
- The Tigers Have Spoken (2004年)
- Live from Austin, TX (2007年)